# Zynaps
Zynaps este un joc video side-scrolling shootem'em up creat de Dominic Robinson, John Cumming, Stephen Crow și publicat de Hewson Consultants în 1987. Jocul a apărut întâi pe platformele ZX Spectrum, Amstrad și Commodore 64. Jocul a cunoscut un succes deosebit datorită jucabilității sale, graficii color și muzicii compuse de Steve Turner. Scopul jocului este distrugerea hoardelor de inamici spațiali cu nava a cărui pilot ești.